# Скарпи, Алессио
Алессио Скарпи (итал. Alessio Scarpi; 19 апреля 1973, Езоло) — итальянский футболист, вратарь.

## Карьера
Алесси Скарпи — воспитанник любительского клуба «Трепорти». Он начал свою карьеру в молодёжном составе «Кальяри». В 1995 году он был арендован «Реджиной», где после двух первых туров в запасе, занял место в основе команды, вытеснив из него Сандро Мерло. После поражения со счётом 0:7 от «Дженоа», Скарпи вновь оказался в запасе команды. В сезоне 1996/97 он уже играл в стартовом составе «Реджины», проведя большинство игр в сезоне.
Летом 1997 года Скарпи вернулся в «Кальяри». 13 сентября 1998 года он дебютировал в серии А в матче с «Интернационале», который завершился вничью 2:2. В 2000 году он вместе с клубом вылетел в серию В, а затем проиграл место в составе Армандо Пантанелли. В феврале 2002 года Скарпи перешёл, на правах аренды, в «Анкону», за которую провёл 14 матчей и пропустил 20 голов. 8 мая 2002 года он был куплен «Интером», но уже 11 июля вновь был отдан «Анконе», за которую провёл ещё один сезон.
15 июля 2003 года Скарпи перешёл в «Дженоа». Первые два сезона Скарпи оставался основным вратарём команды. После вылета клуба в серию С1, Скарпи потерял место в основном составе команды, уступив его Массимо Гаццоли. В 2007 году в клуб прибыл новый голкипер, Рубиньо, который стал основным вратарём команды, а Скарпи его сменщиком. 5 ноября 2009 года Скарпи дебютировал в Лиге Европы в матче с «Лиллем».

## Интересные факты
Во время выступления за «Кальяри», Скарпи спас жизнь товарищу по команде, Джанлуке Грассадонии, сделав массаж сердца и искусственное дыхание рот-в-рот, после того, как он упал в обморок во время игрового контакта.